# Saturn Awards 1976
La 3ª edizione dei Saturn Awards si è svolta il 31 gennaio 1976, per premiare le migliori produzioni cinematografiche del 1975.
In questa edizione, è stata aggiunta la categoria della miglior regia e le categorie per i migliori attori, annunciando però solo i vincitori, senza altri candidati.

## Candidati e vincitori
I vincitori sono indicati in grassetto.

### Film

#### Miglior film di fantascienza
- Rollerball, regia di Norman Jewison[1]
- Un ragazzo, un cane, due inseparabili amici (A Boy and His Dog), regia di L.Q. Jones
- La fabbrica delle mogli (The Stepford Wives), regia di Bryan Forbes

#### Miglior film horror
- Frankenstein Junior (Young Frankenstein), regia di Mel Brooks[2]
- Black Christmas (Un Natale rosso sangue) (Black Christmas), regia di Bob Clark
- Bug - Insetto di fuoco (Bug), regia di Jeannot Szwarc
- Il fantasma del palcoscenico (Phantom of the Paradise), regia di Brian de Palma
- The Rocky Horror Picture Show, regia di Jim Sharman
- Vampira, regia di Clive Donner

#### Miglior film fantasy
- Doc Savage, l'uomo di bronzo (Doc Savage: The Man of Bronze), regia di Michael Anderson[3]

#### Miglior attore
- James Caan - Rollerball[4]
- Don Johnson - Un ragazzo, un cane, due inseparabili amici (A Boy and His Dog)[4]

#### Miglior attrice
- Katharine Ross - La fabbrica delle mogli (The Stapford Wives)

#### Miglior attore non protagonista
- Marty Feldman - Frankenstein Junior (Young Frankenstein)

#### Miglior attrice non protagonista
- Ida Lupino - Il maligno (The Devil's Rain)

#### Miglior regia
- Mel Brooks - Frankenstein Junior (Young Frankenstein)[5]

#### Miglior sceneggiatura
- Ib Melchior e Harlan Ellison per le loro carriere

#### Migliori effetti speciali
- Doug Napp, Bill Taylor, John Carpenter e Dan O'Bannon - Dark Star

#### Miglior colonna sonora
- Miklós Rózsa per la sua carriera

#### Miglior trucco
- William Tuttle - Frankenstein Junior (Young Frankenstein)

#### Miglior scenografia
- Robert De Vestel e Dale Hennesy - Frankenstein Junior (Young Frankenstein)

#### Miglior animazione stop-motion
- Jim Danforth

## Premi speciali
- Miglior film del 1975: Lo squalo (Jaws), regia di Steven Spielberg
- Life Career Award: Fritz Lang